# Sitiados (película)
Sitiados (The Big Lift) es una película dramática, cuya acción se desarrolla en el Berlín de postguerra, en los momentos del bloqueo por parte de la Unión Soviética, cuando Estados Unidos organiza un puente aéreo, con el fin de abastecer a la población. Esta película tiene en momentos un estilo cercano al documental. 